# 森內貴寬
森内貴寬（藝名：Taka，日语：／ Moriuchi Takahiro，1988年4月17日—）日本搖滾樂團「ONE OK ROCK」主唱。

## 簡介
- 父母皆為日本演藝界歌手森進一與森昌子，其三個兄弟中的長子[1]。
- 2005年4月父母離異[2]。
- 弟弟森內寬樹同為日本樂團「MY FIRST STORY」主唱。
- 身長168cm、血型A型。
- 紅色麥克風與其甩麥克風的動作為出道初期的經典畫面。

## 簡歷
- 2003年9月短暫與山下智久、小山慶一郎、錦戶亮、增田貴久、加藤成亮、手越祐也、內博貴、草野博紀9人一起出道，成為NEWS的成員。
- 2003年為維持學業而自行退社。
- 2004年曾短暫加入Chivary of Music。
- 2005年，山下亨(Toru)正在為組建樂隊尋找主唱，在朋友的邀約下發現了Taka當時的樂隊live演出，而後邀請他進入ONE OK ROCK擔任主唱，一開始Taka沒有答應，Toru待在他的打工處直到他答應才離開。加入樂隊後開始使用APE當作別名[3]，而Toru則取名FEEL。
- 與吉他手Toru共同創作負責樂隊的主要詞曲，在鼓手Tomoya的豐富編曲下，創作多首早期以龐克為基底的搖滾歌曲。
- 2013年3月，和加拿大流行龐克樂團「簡單計畫」合作，為單曲「Summer Paradise」於日本發行[4]。
- 紀念日本樂團Pay Money To My Pain （页面存档备份，存于）主唱K，創作「Smiling Down」紀念他的逝去，這首歌收錄於ONE OK ROCK的第六張專輯「人生x僕=」裡。並於該樂團發表最後一張專輯「Gene （页面存档备份，存于）」時出演歌曲「Voice （页面存档备份，存于）」[5][6]。
- 與美國樂團逆流而上樂團合作單曲「Dreaming Alone」[7]。
- 與韓國樂團FTIsland[8]合作，兩首歌收錄於專輯5.....GO[9]。
- 2015年，其父森進一歌手生涯50週年紀念歌「あるがままに生きる」表示參考了Taka對編曲的建議。
- 2019年，與日本饒舌歌手KOHH合作[10]歌曲「I Want a Billion （页面存档备份，存于）」。
- 2024年，與Toru共同作曲，製作韓國藝人Jin的首張單曲「Falling」。

## 外部連結
- 官方網站
- ONE OK ROCK Amuse Official site （页面存档备份，存于）（日語）
- ONE OK ROCK Myspace 主頁 （页面存档备份，存于）
- 森內貴寬的Instagram帳戶
- 森內貴寬的TikTok